# (7622) Pergolesi
(7622) Pergolesi (6624 P-L) – planetoida z pasa głównego asteroid okrążająca Słońce w ciągu 3,53 lat w średniej odległości 2,32 j.a. Odkryta 24 września 1960 roku, nazwana na cześć kompozytora Giovanniego Battisty Pergolesiego.